# Rouvroy, Pas-de-Calais
Rouvroy är en kommun i departementet Pas-de-Calais i regionen Hauts-de-France i norra Frankrike. Kommunen ligger i kantonen Rouvroy som tillhör arrondissementet Lens. År 2022 hade Rouvroy 8 675 invånare.

## Befolkningsutveckling
Antalet invånare i kommunen Rouvroy
| Referens: INSEE |